# Пойнар, Джордж Орло (младший)
Джордж Пойнар (англ. George Orlo Poinar Jr., род. 25 апреля 1936) — американский палеоэнтомолог.